# Yvonne Stoffel-Wagener
Yvonne Stoffel-Wagener (ur. 16 maja 1931 w Esch-sur-Alzette, zm. 5 kwietnia 2014 tamże) – luksemburska gimnastyczka.

## Kariera zawodnicza

### Kariera reprezentacyjna
W latach 1950–1965 członkini kadry narodowej. W 1954 była 115. w wieloboju na mistrzostwach świata, natomiast w 1958 na tej samej imprezie zajęła w tej konkurencji 84. miejsce. W 1960 wystąpiła na igrzyskach olimpijskich, na których uplasowała się na 106. pozycji w wieloboju, 105. w ćwiczeniach wolnych, 107. w skoku przez konia, 109. w ćwiczeniach na poręczy i 111. w ćwiczeniach na równoważni.

### Przynależność klubowa
Od 1945 do 1968 reprezentowała klub Damenturnverein „Avenir“ Differdange, jednocześnie od 1949 będąc asystentką trenera tego klubu. W jego barwach w 1956 została mistrzynią kraju.

## Kariera trenerska
W latach 1966–1973 pełniła funkcję szkoleniowca reprezentacji Luksemburga w gimnastyce.

## Życie prywatne
24 sierpnia 1953 poślubiła Josy’ego Stoffela, który również był gimnastykiem i olimpijczykiem z lat 1948-1964. 27 sierpnia 1955 urodził im się syn Polo.